# Pilea leptogramma
Pilea leptogramma är en nässelväxtart som beskrevs av Ignatz Urban. Pilea leptogramma ingår i släktet pileor, och familjen nässelväxter. Inga underarter finns listade i Catalogue of Life.